# Torre-Pacheco
Torre-Pacheco är en kommun i Spanien. Den ligger i den autonoma regionen Murcia i södra delen av landet, 400 km sydost om huvudstaden Madrid. Antalet invånare är 40 074 (2024).